# Ашефел
Ашефел (њем. Ascheffel) општина је у њемачкој савезној држави Шлезвиг-Холштајн. Једно је од 165 општинских средишта округа Рендсбург. Према процјени из 2010. у општини је живјело 986 становника. Посједује регионалну шифру (AGS) 1058008.

## Географски и демографски подаци
Ашефел се налази у савезној држави Шлезвиг-Холштајн у округу Рендсбург. Општина се налази на надморској висини од 6 метара. Површина општине износи 10,4 km². У самом мјесту је, према процјени из 2010. године, живјело 986 становника. Просјечна густина становништва износи 95 становника/km².